# Ráépítés
Ráépítésnek nevezzük, ha valaki anélkül, hogy erre jogosult lenne, idegen földre épít. Fontos elhatárolni a túlépítéstől, ahol az épület részben az építő saját földjén áll.

## A hatályos szabályozás Magyarországon
Ha valaki anélkül, hogy erre jogosult lenne, jóhiszeműen idegen földre épít, az épület tulajdonjogát a földtulajdonos szerzi meg, köteles azonban gazdagodását a ráépítőnek megfizetni. A bíróság a földtulajdonos kérelmére a ráépítőt kötelezheti a földnek vagy - ha a föld megosztható - a föld megfelelő részének a megvásárlására. A ráépítő szerzi meg a földnek vagy a föld megfelelő részének tulajdonjogát, ha az épület értéke a földnek vagy a föld megfelelő részének értékét lényegesen meghaladja. A bíróság a földtulajdonos kérelmére azt is megállapíthatja, hogy a ráépítő az épület tulajdonjogát szerezte meg; ebben az esetben a ráépítőt a földre használati jog illeti meg.
Ráépítés esetén az épület tulajdonjogát a földtulajdonos szerzi meg, azzal, hogy meg kell fizetnie a gazdagodását. Mivel a polgári jog ilyenkor a földtulajdonost védi, lehetőséget ad arra, hogy ehelyett a ráépítőt kötelezze a föld vagy földrészlet megvásárlására. Ha az emelt épület értéke a földnek vagy földrészletnek az értékét lényegesen meghaladja, akkor a ráépítő szerzi meg a föld tulajdonjogát. Ezt vita esetén bíróság állapítja meg. A földtulajdonos kérheti a bíróságot, hogy csak az épület tulajdonjogát szerezze meg az építő, akit ez esetben földhasználati jog illeti meg a földön.
Ráépítéssel közös tulajdon keletkezik, ha már korábban állt más épület a földön és a ráépítő azt bővíti, hozzáépíti, átépíti vagy új épületet emel. Az épület szerkezetét érintő karbantartási, korszerűsítési, felújítási stb. munkák nem keletkeztetnek közös tulajdont. A ráépítő tulajdoni hányadát az egész ingatlan értékéből, a ráépített részre eső érték aránya alapján kell megállapítani.

### Rosszhiszemű ráépítés[3]
Az új Ptk. szabályozása annyiban különbözik az 1959. évi Ptk.-tól, hogy meghatározza, a ráépítés mely esetben minősül rosszhiszeműnek.
Rosszhiszemű ráépítés esetén és abban az esetben, ha a földtulajdonos a ráépítés ellen olyan időben tiltakozott, amikor a ráépítőnek az eredeti állapot helyreállítása még nem okozott volna aránytalan károsodást, a túlépítés szabályait kell megfelelően alkalmazni. Rosszhiszemű a ráépítő, ha az építkezés megkezdése előtt tudta vagy a körülmények alapján tudnia kellett volna, hogy az építés a tulajdonos tulajdonjogát sérti.
Nem lehet a ráépítő tulajdonszerzésére vonatkozó szabályokat alkalmazni, ha a ráépítő rosszhiszemű volt vagy a földtulajdonos olyan időben tiltakozott, amikor a ráépítőnek az eredeti állapot helyreállítása nem okozott volna aránytalan károsodást.  Ha a ráépítő tulajdonjogot szerez a földön, köteles annak forgalmi értékét megtéríteni, földhasználati jog szerzése esetén ellenértéket fizetni. Ezeken túl a ráépítésre a túlépítés szabályait kell alkalmazni.
Rosszhiszemű a ráépítő, ha az építkezés megkezdése előtt tudta, vagy a körülményekből tudnia kellett volna, hogy nem jogosult építkezni, vagy a földtulajdonos a ráépítés ellen olyan időben tiltakozott, amikor a ráépítőnek az eredeti állapot helyreállítása még nem okozott volna aránytalan károsodást.
Ezekben az esetekben a túlépítés szabályait rendeli alkalmazni az új Ptk. [5:29. §], vagyis rosszhiszemű ráépítés folytán létrejött épület, épületrész tulajdonjogát a földtulajdonos, vagyis az ingatlan tulajdonosa követelheti függetlenül attól, hogy milyen értékű építkezés történt. Követelheti továbbá az épület lebontását, azonban ekkor a ráépítő a beépített anyagokat elviheti.

## Bírósági gyakorlat[6]
BH2002. 355. I. A ráépítéssel való tulajdonszerzésnek az a feltétele, hogy az építmény tartós fennmaradásra alkalmas legyen, és az építtető az építmény létesítéséhez szükséges engedélyeket beszerezze
BH1984. 147. Nem illeti meg tulajdoni igény a ráépítőt, ha az emelt építményre csupán ideiglenes fennmaradási engedélyt kapott. Ilyenkor is tisztázni kell azonban, hogy a hatóság a fennmaradást milyen feltételekhez kötötte, mert a felek elszámolása ettől függően alakulhat.
BH2004. 57. A félkész lakóépület használatát lehetővé tevő befejező munkák elvégzése, melléképületek emelése tulajdonjogot keletkeztető beruházás.
BDT2000. 247. A ráépítéssel megszerzett földterület tulajdonjogának keletkezése az építkezés befejezésének ideje. Mindebből azonban nem következik, hogy a felperesnek tulajdonjogának keletkezésekori forgalmi értéken kell a földterületért járó ellenértéket megfizetni. A tulajdonjog rendezése ugyanis az ítélet meghozatalakor történik, így az ellenértéket is az akkori forgalmi értéken kell kiszámítani.
A törvény arra is lehetőséget ad, hogy a földtulajdonos kérje annak a megállapítását, hogy a ráépítő az épület tulajdonjogát szerezte csak meg [5:70. § (2) bekezdés II. fordulata]. Erre csak a földtulajdonos kérelmére van lehetőség, ezt a földtulajdonos alperesi pozícióban az ellenkérelmében is megteheti, avagy viszontkeresetben, sőt erről megállapodást is köthetnek a felek. Természetesen ez maga után vonja azt is, hogy az építőnek a földön földhasználati joga keletkezik.